# Har gow
El har gow (también transliterado har gau, har kau, har gao, ha gao, ha gow, ha gau, har gaw, ha gaw, har kaw, ha gaau, har cow, har gaau y xiā jiǎo) es un dumpling chino tradicional servido en dim sum.

## Nombre
El dumpling se llama a veces sombrero de gamba por su forma plegada. Tradicionalmente el har gow debía tener al menos siete y preferiblemente diez o más pliegues marcados en su envoltura. Este plato se servía a menudo junto al shaomai, y cuando se hacía así se aludía conjuntamente a los dos alimentos como hargow-sieu mai (蝦餃燒賣).

## Descripción
Las envolturas se hacían con agua hirviendo a la que se añadían almidón de trigo, almidón de tapioca, aceite y una pequeña cantidad de sal. El relleno contiene gamba, grasa de cerdo cocinada, brotes de bambú, cebolleta, maicena, aceite de sésamo, salsa de soja, azúcar y otros condimentos. El dumpling con forma de bolsa se cuece entonces al vapor en una cesta de bambú hasta que se vuelve traslúcido. En la mesa suele mojarse en salsa de soja o vinagre de arroz de color rojo. Cuando la masa de la envoltura está correctamente preparada y cocida, el dumpling tiene una textura ligeramente pegajosa y masticable. La gamba no debe cocerse en exceso, de forma que mantenga una textura ligeramente crujiente. Los ingredientes cambian de una región a otra, pero la mayoría de las versiones contienen aceite de sésamo, sal y azúcar. Otras variantes pueden contener salsa de ostra, castaña de agua o jengibre.
Se dice que este plato permite juzgar la habilidad de un cocinero dim sum. El exterior debe ser fino y traslúcido, pero lo suficientemente resistente como para no romperse cuando se toma con los palillos. No debe pegarse al papel, la cesta o los demás har gows que le acompañen. La gamba debe estar bien cocida, pero no en exceso. Debe ser generoso, pero no tanto como para impedir que pueda comerse de un bocado.